# Naruto Shippuden: Ultimate Ninja Storm 4
Naruto Shippuden: Ultimate Ninja Storm 4, відома в Японії, як Naruto Shippuden: Narutimate Storm 4 (японською: NARUTO — ナ ル ト — 疾風 鬼 ナ ル テ ィ メ ッ ト ス ト ー ム 4) — це відеогра у жанрі файтинг, розроблена компанією CyberConnect2 і випущена Bandai Namco Entertainment для PlayStation 4, Xbox One і Steam у лютому 2016 року. Ця гра є продовженням Naruto Shippuden: Ultimate Ninja Storm Revolution. Гра розроблювалася два роки. Також вийшло доповнення до гри — «Naruto Shippuden: Ultimate Ninja Storm 4 — Road to Boruto». Гра була випущена в комплекті з попередніми частинами під назвою «Naruto Shippuden: Ultimate Ninja Storm Legacy» 25 серпня 2017 року. Гра має позитивні відгуки, в яких особливо виділяють графіку та розповідь сюжету.

## Геймплей
Ultimate Ninja Storm 4 має геймплей, подібний до попередніх ігор у серії, в яких гравці биються один з одним у 3D аренах. Функція повернення, яка була опущена після оригінальної Ultimate Ninja Storm, — це можливість стіни запустити. Гравці зможуть динамічно брати участь у битві на боки арени, і битися на стінах кожного етапу. Важливою зміною особливостей є можливість мати один символ на стіні, а інший залишається на полі. Спочатку другий гравець був автоматично переміщений на стіну, щоб тримати бій потоком і перевірити систему. Вилучено один із трьох різних типів бойових дій, який був представлений в Наруто Суппуден: Ultimate Ninja Storm Revolution, відновлюючи попередню систему Ultimate Jutsu та Awakenings, що бачиться в решті серії. Ще однією новою особливістю є можливість обмінюватися символами під час битви, подібними до ігор, таких як Marvel vs. Capcom 3. Пожвавлення і остаточний джацу з попередніх ігор також повертаються, і тепер їх можна розділити між символами, що перемикаються, тобто гравці можуть створювати свій метр один символ, переключитися на інший і використовувати вказані здібності з іншим персонажем. Однак всі персонажі тепер мають однакову життєву смугу. Також новим для франчайзингу є здатність руйнувати зброю та броню як у вільному бою, так і в боях. Щоб підтримати це, вони додали можливість створення стихійного збитку; Наприклад, вогонь може спалити одяг. Гравці, однак, можуть позбутися вогню, швидко

## Сюжет
Сюжет починається в середині Четвертої світової війни в Shinobi, що воював з Allied Shinobi Forces з селищ ніндзя, де ніндзя Наруто Узумакі розкриває лиходія Тобі, провідного Акацукі, — Обіту Учіха, що вважається вбитим кращим другом наставника Наруто Какаші Хатакі. Обито та його партнер Мадара Учіха встигають пробудити легендарного звіра, а десяти хвостам, партнерові Обіто Саске Утіха, пізніше лідери Конохагакуре, Хокагес, реанімували, щоб дізнатися про походження їх села. Дізнавшись, що як його загиблий брат Ітачі, так і Перший Хокаге Хаширама Сену боролися, щоб захистити село, незалежно від вартості, команда Саске та реанімований Хокаге йдуть на допомогу групі Наруто. У боротьбі Наруто і Саске вдалося перемогти Обіто після того, як їхній ворог увібрав у себе сили всіх похмурих звірів. Мадара намагається перемогти Хокагес, але коли він намагається вбити Наруто і Саске, ці два ніндзя пробуджують нові сили, успадковані від Мудреця шести шляхів. Той дует тоді переміг Мадару, який, замість того, щоб його повернути до партнера Зетсу, відвернув його до матері Самого, Кагуа. За допомогою Какаші і Сакури Харуно, Наруто і Саске вдалося закріпити Кагую, хоча Обіто помирає в бою, намагаючись захистити Какаші. Після цього Наруто і Саске вступають у фінальну битву, щоб вирішити статус-кво села. Здивований рішенням Наруто, Саске кидає і залишає Конохагакуре. Гра закінчується тимчасовим пропуском, де Наруто став новим Хокаге, а Саске повертається до села.

## Розробка
Хіроші Мацуяма заявив, що хоче, щоб життя гри була такою довгою, наскільки це можливо. Для досягнення цього він і його команда внесли суттєві зміни в бойову механіку гри, яка включатиме нову систему стратегії, розроблену винятково для гри, а також зміни в системі внутрішньої бойової та пошкодженості гри. Команда також взяла на себе відгуки, отримані від ігрового співтовариства «Наруто», і зосереджувала увагу на додаванні більше елементів на основі історії, а не на традиційний стрибок від боротьби до боротьби. У грі встановлено найбільшу кількість бійців у історії серіалу. У реєстр буде включено 106 винищувачів з усього Наруто всесвіту, включаючи символи з The Last: «Наруто фільму» і «Боруто: Наруто фільму», а також роблять Storm 4 другою грою в серії після Наруто: «Ultimate Ninja 2», щоб виставити персонажів з Наруто фільм, а також перша така гра, яка буде випущена на міжнародному рівні, оскільки гостьовий персонаж Doto Kazahana розміщений лише у японському релізі Ultimate Ninja 2. Гра вперше була доступна для публіки на Gamescom 2015. У серпні 2015 року, було оголошено, що гра буде затримана до лютого 2016 року. Причина, про яку йшлося за затримку, полягає в тому, щоб зробити гру більш автентичною та актуальною. Кана-Бун співала відкриваючу пісню з назвою «спіраль».
Розширення під назвою «Дорога до Боруту», в якому представлені елементи з «Боруту»: фільм «Наруто», було випущено 3 лютого 2017 року. Випуск цього розширення означатиме кінець франшизи, оскільки видавець Bandai Namco Entertainment вирішив вийти на серію.

## Відгуки
| Агрегатор  | Оцінка                   |
| ---------- | ------------------------ |
| Metacritic | PS4: 79/100 XONE: 80/100 |

| Видання     | Оцінка |
| ----------- | ------ |
| Destructoid | 8/10   |
| GameSpot    | 7/10   |
| IGN         | 5.5/10 |

У червні 2016 року телеканал «Токіо» оголосив про продаж титулу у світі понад 1,5 мільйона екземплярів. 12 вересня 2016 року компанія Bandai Namco Entertainment оголосила, що Storm 4 до цього моменту відправив 2 мільйони одиниць. У листопаді 2017 року було оголошено про те, що комбіновані поставки як оригінальної гри «Дорога до Боруто», так і цифрові продажі склали в цілому 3 мільйони одиниць.
Він має оцінку 79/100 на Metacritic. GameSpot нагороджує його 7 з 10, кажучи: "Все, від візуальних дотиків до взаємодії персонажів в і з бою до закликів, має на меті зробити шанувальників Наруто щасливим — хоча той факт, що у нас є весела маленька файтинг під сумнівом допомагає ". Destructoid нагородив його оцінкою 8 з 10, кажучи: «Це екстравагантне надзвичайне видовище, де ви можете спостерігати підліткові ніндзя, підриваючи шматочки планети, використовуючи магічні атаки, і це досить круто». IGN нагородила його з рахунку 5,5 з 10, кажучи: «Наруто Shippuden: Ultimate Ninja Storm сильний бій протистоїть тяжкий через поганий AI і проблеми з підключенням. IGN також наводив короткий виклик кампанії». Hardcore Gamer нагородив його 3 з 5 і сказав: «Ultimate Ninja Storm 4 має твердий контроль і видатний список персонажів, але страждає від надто багатьох недоліків, щоб дозволити середньому геймерові знизити 60 доларів прямо зараз». Escapist присудив це 9 з 10, кажучи: «Наруто Shippuden Ultimate Ninja Storm 4 є твердим, як в геймплеї, так і в оповіданні. Це було дуже давно, тому що бойова гра була для мене такою веселою».